# 白曉燕命案
25°6′6″N 121°21′47″E / 25.10167°N 121.36306°E
白曉燕命案，簡稱「白案」，發生於1997年4月14日，為台灣司法史上最重大的刑案之一。由於被害人之一為知名藝人白冰冰之女，3名加害人陳進興、高天民、林春生不僅是擁有槍械彈藥之高度危險份子，且作案手法殘酷，逃亡途中與警方發生數次槍戰並犯下更多刑案，對當時台灣的社會大眾造成相當大的震撼。此案不僅為當年度影響台灣最大的單一事件，也是1990年代臺灣甚至是中華民國政府遷台以來最重大的治安事件之一。據台灣半官方的「國策中心研究室」所做的研究報告，白案的影響層面甚至達到台灣的「修憲」、政黨政治與內閣政治的權責劃分。

## 被害人簡歷
白曉燕（1980年6月23日—1997年4月18日至1997年4月20日的其中一天），台灣知名藝人白冰冰與日本知名漫畫劇作家梶原一騎之女；就讀私立醒吾中學高中部二年級時，遭陳進興、高天民、林春生3名歹徒綁架並撕票，死亡時未滿17歲。

## 命案過程

### 犯案
1997年4月14日，就讀臺北縣林口鄉（今新北市林口區）醒吾中學高中部普通科二年三十二班的白曉燕，在林口鄉忠孝路553巷住處離家上學途中，遭陳進興、高天民、林春生強行押上車載往位於五股鄉（今五股區）西雲路287號的租屋處，隨後在租屋處被黃色膠帶朝纏繞頭部僅留鼻孔，再以白色繩索綑綁，再用立可拍相機拍攝遭捆綁照片三張。當晚，母親白冰冰接到歹徒電話，要白冰冰到桃園縣龜山鄉（今桃園市龜山區）長庚高爾夫球場大門口守衛室旁墓園，結果白冰冰除了在該地發現女兒的物品外，還有找到歹徒要求五百萬美元舊鈔票（換算約一億三千萬新台幣）且不能連號贖金的綁架勒贖紙條、女兒的三張裸照和一截小指頭。警方接獲報案後，隨即成立「0414專案」小組，準備在付贖款時緝捕歹徒。
4月15日至19日間，歹徒多次來電，不過因為歹徒使用的是盜拷的行動電話（俗稱“王八機”），警方無法掌握行蹤。18日與19日，歹徒多次約定取款地點，共換了7個地點，從台北市、臺北縣（今新北市）到桃園縣（今桃園市）都有，但卻一直未現身。此時白冰冰為了確定女兒安危，曾透過歹徒詢問女兒一些問題，從而確認女兒還活著。4月23日，經過多日的靜默後，歹徒再次來電，約定在新竹市交款，不過歹徒再次爽約未現身。4月25日，歹徒再度約定在桃園取款，但仍未現身。此時警方已掌握歹徒行蹤，在臺北縣三重市（今新北市三重區）等五個地點同步搜索，逮捕了共犯林致能、吳再培。警方另在三重市發現主犯陳進興和林春生，警方立即圍捕，雙方經過短暫槍戰，歹徒逃脫。陳進興的太太張素貞則因企圖掩護陳進興逃跑被警方逮捕。
4月25日，警方推斷白曉燕應該還活著，若不儘早發佈查緝陳進興及林春生，人質反而會有危險。4月26日，白冰冰在上午舉行記者會，請求全民一起救白曉燕。4月27日，警方以親情攻勢，發動歹徒親人於電視上公開喊話，要歹徒釋放肉票。當天警方也確定高天民涉案。

### 逃亡
1997年4月28日，白曉燕屍體被發現，綁匪在撕票後，將屍體棄屍於臺北縣泰山鄉（今新北市泰山區）的中港大排。法醫楊日松相驗後認為，死因以尼龍繩從正面勒斃，死亡已8到10天，生前頭、腹部遭受重擊，導致肝臟破裂，大量失血，體胸腹間掏出多達500毫升的內出血。遭切除的左小指斷指以細鐵絲緊捆止血，並發現陰道冠有破裂新痕。5月3日，地檢署正式對在逃嫌犯陳進興、林春生、高天民發出通緝，警方陸續在各地展開大規模的追緝，3人也開始逃亡。
5月24日，警方收押涉嫌藏匿逃犯的張志輝。張志輝是逃犯陳進興妻子的弟弟。張志輝供稱，於五月上旬送食物到板橋市（今新北市板橋區）大觀路一間工廠內給陳進興等3人。檢察官於23日率大批人員到大觀路一帶搜索，但無所獲。
5月28日，偵辦此案的板橋地檢署，收到在逃嫌犯林春生、高天民、陳進興3人合寫並捺指模的限時信，信中指稱綁架案是他們3人所犯，與在押的人無關，要求釋放張素貞、張志輝等人。
6月6日，3人綁架臺北縣議員蔡明堂，得手五百萬。蔡明堂受恐嚇不敢報案，整件事情在陳進興落網後才曝光。
8月8日，3名逃犯再度犯案，勒索臺北市北投區某陳姓商人五百萬得逞。
8月11日，陳進興持槍侵入臺北市富陽街民宅，捆綁屋內女子3人，期間警員張瑞榮因故察覺，並於該址樓梯間、巷道發生追逐槍戰，警員張瑞榮身中兩彈，陳進興搶奪路人之自行車，乘交通高峰期間，沿和平東路向北逃逸，其所使用的光陽三冠王機車，在案發處發現。翌日警方發佈新聞，初步研判為遭挾持三女其一之男友的債務糾紛，與「0414專案」無關。但以上報導在數日後因報紙報導而曝光，當時政府中高官除了主管警察事務的內政部以外無人知情。內政部長葉金鳳因隱匿案情於8月15日道歉，警政署長姚高橋請辭獲准。
8月19日，民眾檢舉在台北市五常街53巷、龍江路328巷附近發現林春生和高天民，警方派遣巡邏員警曹立民與黃慶財前往查看，林春生和高天民分持手槍和烏茲衝鋒槍拒捕，員警曹立民中彈殉職，另一員警黃慶財負傷，林春生則被隨後趕來的支援警力逼往防火巷中，身中6槍身亡。事後民眾一度目擊高天民騎乘搶來的機車出現在現場附近，警方出動八百餘名警力逐戶搜索，但無所獲。此次行動被稱為「五常街槍戰」，該事件創下前所未有的紀錄，包括警方第一次出動維安特勤隊，出動最多警力，也是臺灣的電視台第一次現場直播槍戰場面。
10月23日，台北羅斯福路一段的方保芳整形外科診所發生命案。醫師方保芳、妻子張昌碧及護士鄭文喻共3人被黃色膠帶蒙住眼睛口鼻和綁住雙腳，手銬反銬雙手後，各射擊頭部一槍斃命。後證實為高天民與陳進興強迫醫師為高天民進行整容手術後殺人滅口，護士鄭文喻死前更遭到陳進興的性侵害。
11月17日，警方接獲線報於台北市石牌路發現去風月場所消費的高天民，隨即前往圍捕，雙方發生槍戰。最終高天民在無路可逃之下舉槍自盡。
隔天11月18日，陳進興於午間闖入台北市一間民宅內，企圖強暴一對沈姓姊妹未果，警方接到民眾報案隨後趕到，但被陳進興逃脫。
當日晚間七點多，陳進興潛入南非武官大使官邸挾持南非大使館武官卓懋祺上校及其太太安妮、大女兒梅蘭妮、三女兒克莉絲汀及7個月大嬰兒小查克共5人為人質，並打電話向臺北市政府警察局北投分局，聲稱自己遭到司法迫害，指定擔任台北市刑大大隊長的侯友宜及時任民進黨中評會主委謝長廷、監察委員葉耀鵬，要求進到南非武官官邸裡談判。晚間八點整警方接獲報案趕緊抵達，晚間九點五十分雙方發生槍戰，晚間十點零五分在槍戰中流彈不慎誤擊打傷卓懋祺和大女兒梅蘭妮，晚間十點十三分進入官邸將兩人救出送醫。午夜十二點聯合報記者張宗智首先打電話進官邸訪問陳進興，之後包括臺視主播戴忠仁、TVBS、中視、東森、超視、法新社等國內外十餘家新聞媒體相繼搶線撥打電話訪問。透過電視台直播，全國觀眾直接聽到陳進興的聲音，談著他犯案的心路歷程，成為臺灣電視史上的奇觀，各大電視台均為了佔線而與他持續通話，例如中視當班主播王育誠就直言問陳進興：「你什麼時候要自殺？」；另一位中視當班主播周慧婷則要求他在電話中唱「兩隻老虎」給孩子聽；李濤甚至當場公布白冰冰家裡的電話號碼，並要求他撥打。陳進興在受訪過程中一度動怒，大罵三字經。此舉造成該電話線路持續占線至次日清晨五點。
11月19日早上七點二十分，板橋地檢署主任檢察官張振興與陳進興用電話製作三小時的筆錄，早上十點四十分警方借提正在收押的陳進興妻子張素貞進屋與陳進興談判後，陳進興於十一點四十八分釋放七個月大的嬰兒小查克，謝長廷於下午兩點三十七分進入屋內與陳進興談判後，陳進興於下午四點三十分再釋放三女兒克莉絲汀，下午五點十六分把兩把手槍交給監察委員葉耀鵬，下午七點五十分釋放太太安妮，並交出最後一把槍給謝長廷之後，陳進興宣布投降。至此為期七個月的白案結束。

### 結果
陳進興落網後，經由DNA的比對，證實他在白案逃亡期間陸續犯下了19件以上的性侵害案件，受害者之年齡分佈上至60歲、下僅13歲。陳進興在逃亡期間時常侵入民宅，當著受害者家人面前施暴，強暴婦女後還大吃大喝一頓，搶劫看得見的財物，並恐嚇受害者如果報案，一定回來報復，許多受害者因而噤聲。因此據辦案人員透露，實際受害者可能遠超過此數字，陳進興個人則是坦承逃亡期間至少曾經性侵50人以上。
1998年1月23日，板橋地方法院宣判，判決陳進興五個死刑、兩個無期徒刑。張志輝無罪、當庭獲釋，張素貞日後也被判無罪；白冰冰對此判決表示不滿，認為兩人之前對命案一定知情，正義未獲彰顯。12月24日，中華民國最高法院判處陳進興三個死刑確定，依法已可立刻執行槍斃；但檢警考量到白案仍有其他共犯等細節尚未釐清、陳進興可能仍涉及其他重大刑案，以及當時懲治盜匪條例存廢爭議等因素，而並未立刻執行槍決。
1999年10月6日，奉法務部部長葉金鳳批准，陳進興於土城看守所槍決伏法。

## 命案影響

### 政治
陳進興逃亡期間，謝長廷曾經表示，為鼓勵陳進興投案，他願意組成律師團為陳進興與其家屬辯護。而在陳進興挾持南非武官卓懋祺時，謝長廷應歹徒要求，三度進入現場談判。白冰冰也因此對謝長廷不滿，並於1998年中華民國直轄市市長暨市議員選舉期間製作廣告錄影帶，控訴謝長廷「絕對不是壞人，也不是好人，實際上他不是人」，不過廣告播出後造成負面效果，僅播出一天即停止，最終謝長廷當選高雄市市長。
在白案發生後的1997年5月9日，中華民國立法院在野黨民主進步黨、新黨等就要求限期破案，民進黨還發動立法院倒閣案，要求時任中華民國副總統兼中華民國行政院院長兼中國國民黨副主席連戰為治安敗壞下台負責。中華民國內政部部長林豐正為此遞出辭呈，時任行政院政務委員馬英九也對外宣布請辭，促成連戰內閣改組。而白案的發生，影響到人民對當時李登輝政府的信心。除了當時在野黨民進黨、新黨找到了批判李登輝政府的著力點，當時部份民間人士也提倡「全民罷免不肖貪瀆李登輝總統」的行動未果。因應白案，在野黨要求倒閣，並要求時任中華民國總統兼中國國民黨主席李登輝至立法院接受質詢，卻因沒有法源而無能為力，也突顯出當時臺灣憲政制度的不完善。
同年1997年中華民國縣市長選舉中，民進黨首次奪下過半數的縣市長席位，得票率首度超越國民黨；接著在2000年中華民國總統選舉中，臺灣首次政黨輪替，有不少政治觀察家將原因歸論為白案的效應所致。

### 社會
白曉燕命案查緝延宕，陳進興等人又繼續犯下多起搶劫、強暴、殺人等重案。人本教育基金會、彭婉如基金會等100多個社會團體共同發起「五〇四悼曉燕，為台灣而走」遊行，於1997年5月4日走上街頭抗議，以婦女、兒童人身安全為主軸，希望為他們謀求安全的生活空間與成長環境，由作家劉俠擔任遊行總召集人。遊行聲明中強調遊行是公民的行動，要求「總統認錯、撤換內閣」。遊行群眾手纏白紗，拉持紫色布條，高舉「悲」、「憤怒」等黑色抗議紙版，以集體跺腳、萬人橫躺表示憤怒抗議。澄社亦發表聲明抨擊行政院長，要求連戰下台負責。
5月18日，人本教育基金會又結合500多個民間團體，舉行「五一八用腳愛台灣」遊行，各政黨與工會動員成員參與，新黨、民主進步黨、綠黨、建國黨都走上街頭，持續高喊「總統認錯、撤換內閣」、「認錯、認錯、認錯」等口號，以雷射光束投影「認錯」的腳印圖案到總統府塔樓牆上，遊行群眾躺下以粉筆畫下身形、簽名，表達意見。
5月24日，有數千名民眾喊出「陪臺灣到天亮」的口號，並夜宿總統府前的凱達格蘭大道。這三起抗議遊行皆為臺灣重要的社會運動之一，遊行對李登輝政府和中國國民黨的聲望造成嚴重打擊，也間接導致三年後中國國民黨首次失去中央執政權。

### 新聞媒體倫理
白曉燕遭綁架，《中華日報》、《大成報》及《第一手報導》等媒體在人質未獲安全之時就發佈新聞，置人質安危於不顧。並且當家屬每次在繳交贖款時，都有大量媒體派衛星新聞轉播（SNG）車緊隨，打草驚蛇使得歹徒逃脫；期間各大媒體記者與電視台SNG車也紛紛擠在白冰冰的家門口。而在確認白曉燕遇害的消息後，TVBS與《自立早報》刊登出被害人裸露照片，《中國時報》也刊出白曉燕慘遭凌虐的屍體照片。
在五常街槍戰時，不少攝影記者為了搶到第一手畫面，不顧自身安危混雜於警方中，使得警方不但要搜索嫌犯，還必須分神將記者推出火線。媒體種種行為引起輿論不滿，記者對於陳進興性侵害的黃色描寫也令人詬病。
陳進興逃亡期間，曾數次投書《聯合報》、TVBS等媒體，在信中他對於妻子張素貞遭到警方刑求大表不滿，揚言將討回公道，「…當我從容赴死的一刻到時，也就是風雲變色，火山爆發之時，請大家不要怪我！」
後來陳進興挾持南非武官卓懋祺事件爆發時，媒體24小時不間斷報導，並且為了搶收視率，陸續打電話進入武官官邸佔線訪問陳進興。午夜後，聯合報記者張宗智首先打電話進官邸，之後，包括臺視主播戴忠仁、TVBS、中視、東森、超視等電子媒體相繼搶線撥打電話訪問。當打電話進官邸的主播問到沒話可問時，開始出現一些荒謬的對話，例如中視當班的主播王育誠，就直言問陳進興：「你什麼時候要自殺？」另外一位女主播周慧婷竟要陳進興在電話裡唱“兩隻老虎”給孩子聽。陳進興在受訪過程中一度動怒，大罵三字經，而這也造成卓懋祺家裡的電話持續佔線至次日的清晨五點，嚴重影響警方預定清晨談判的計畫。透過電視台的直播，全國觀眾直接聽到陳進興的聲音，談著他犯案的心路歷程，更被批評有將歹徒所作所為英雄化的嫌疑。在電視文化研究委員會所主辦的「1998倒胃新聞大餐」票選活動中，該事件被評判為「殺人犯在電視新聞畫面中公開示態，述說自己的不滿，惡言盡出，誓言報復，使電視成為罪犯的傳聲筒。」票選為該年度“3大倒胃新聞”的第2名。

### 反對廢除死刑
因白案之故，白冰冰在此事件十年後，公開宣示反對社會上部分人士推行的廢除死刑運動。

## 後續發展
- 隔年元旦南非宣布與中華民國斷交，斷交前一年發生白案主嫌陳進興闖入南非武官官邸並挾持人質的事件，但無論是南非政府還是中華民國政府都否認斷交是因為此事件引發的。
- 五常街槍戰後，參與槍戰的員警鄒德瑞在事後的頒獎典禮上指控主管張耀昇虛報功績，拒絕被授階。台北地檢署調查後將張耀昇以偽造文書罪起訴（八十七年度偵字第一六一一四號），一審判決張耀昇有罪（有期徒刑壹年）[11]；二審改判張耀昇無罪（判決書改名張富庠）[12]；更一審判張耀昇無罪（判決書改名張富庠；原判決撤銷，張富庠無罪）[13]。
- 陳進興之妻張素貞，於案件數年後被台灣壹週刊揭發因生活所迫在酒店上班。而其兩名子女由於受父母之累，在同儕間飽受歧視，後來交由一對美國籍夫婦帶到美國收養。
- 張素貞之弟張志輝，在此案中三審被判無罪。然而在2004年10月27日，張志輝闖入邱姓女友住處勒死對方，並模仿陳進興投書媒體的方式向TVBS記者自陳殺人經過，後於隔天清晨在記者陪同下向刑事警察局投案。2005年11月25日，臺灣高等法院認定張志輝不符合自首要件，判處死刑。2007年5月10日，改判張志輝无期徒刑[14]。在多次改判後，2007年8月31日，中華民國最高法院依擄人勒贖、殺人等罪名判處張志輝（當時已改名為張銘傑）無期徒刑並褫奪公權終身，全案定讞。
- 白冰冰在事件過後，成立白曉燕文教基金會以紀念愛女，推動反廢除死刑及兒童與青少年相關的公益活動。
- 卓懋祺在事過兩年之後寫了一本書《Hostage in Taipei》，完整描述了那漫長一夜的點滴。本書由李璞良譯為《真愛：南非武官VS.陳進興的故事》，2001年文經社出版。
- 白冰冰昔日好友藝人郭美珠於2014年在媒體前爆料：「在白曉燕被綁的時候，我曾出價2,000萬，請人帶我去三重找陳進興的老家，希望能夠跟他溝通，把2,000萬當作跑路或安家費，要他把小孩還給我們，幸好沒碰到，如果碰到我不就死路一條？倒是白冰冰自己心裡很清楚為什麼高天民要找她，根本就是因為她跟人合資開柏青哥賭博電玩，吃了人家的錢，女兒才會被綁，我出2,000萬，她一毛也沒出！等到曉燕的屍體浮上來，她竟然說看到曉燕的大體她放心了，這什麼話？倒是我在床上躺了一天爬不起來，一直想到曉燕可愛的身影，連我老公都罵我，人家媽媽都可以打起精神辦後事，你在這裡躺什麼？」[15]
- 白曉燕喪命的凶宅於2001年租給一對八旬夫婦，老夫婦於2015年病逝，屋主賴柏生本想以958萬元拋售，但卻被銀行以凶宅為由拒絕放款，直到2016年以690萬賣給易經老師楊荃壹作為道場使用。[16]
- 2023年12月30日，侯友宜以總統候選人的身分在辯論會上說：「我當刑警，每天長槍對短槍，槍林彈雨。也沒在穿防彈衣。」遭民眾貼出1997年照片反駁，謝長廷亦針對此事件發表一篇文章，闡明侯友宜當年應負未負的責任，並請他不要自稱是功勞多大的英雄。[17]

## 註腳
1. ↑  據法醫楊日松的鑑識報告指出，4月28日大體被發現後死亡8至10天，因此死亡日期4月18日至20日皆有可能；另據被告張志輝與陳進興的供詞，死亡日期分別有4月18日、4月20日兩種版本。故以案件發生的4月14日視為白曉燕的逝世紀念日，象徵性的意義較多。

## 外部連結
- 白曉燕文教基金會 （页面存档备份，存于）
- 白曉燕命案始末
- 0414檔案，媒體人范立達事件記錄 （页面存档备份，存于）
- 白曉燕在Find A Grave的紀念網頁 （页面存档备份，存于）